# Antonín Staněk
Antonín Staněk (* 2. března 1966 Olomouc) je český politik a vysokoškolský pedagog, v letech 2017 až 2021 poslanec Poslanecké sněmovny PČR, který mezi červnem 2018 a červencem 2019 zastával funkci ministra kultury ČR ve druhé Babišově vládě. V letech 2014 až 2018 byl primátorem Olomouce. Na Pedagogické fakultě Univerzity Palackého v Olomouci působil jako proděkan. 
V letech 2001–2021 byl členem České strany sociálně demokratické, později vstoupil do hnutí PŘÍSAHA.

## Život
V letech 1980 až 1984 vystudoval Gymnázium Šternberk. Následně v letech 1985 až 1990 absolvoval učitelství všeobecně vzdělávacích předmětů český jazyk – občanská nauka na Pedagogické fakultě Univerzity Palackého v Olomouci. Titul Mgr. získal za diplomovou práci Odměňování v podmínkách přestavby hospodářského mechanismu, 1990. Na téže fakultě si v letech 2003 až 2006 rozšířil vzdělání o doktorský obor pedagogika. Titul Ph.D. získal za disertační práci Evropská dimenze ve výchově k občanství v předmětu občanská výchova na druhém stupni základní školy, 2006. Habilitován jako docent byl v roce 2013 opět na PdF UP v Olomouci (habilitační práce Výchovné paradoxy v kontextu didaktiky společenských věd a jejich reflexe učiteli vybraných společenskovědních předmětů na úrovni sekundárního vzdělávání: teoreticko-empirická studie jako výstup jednoho tématu výzkumu pedagogických jevů v didaktice společenských věd, 2013).
V letech 1991 až 1992 působil jako učitel na Vojenské střední škole protivzdušné obrany v Liptovském Mikuláši na Slovensku. Mezi roky 1992 a 2001 vyučoval na Gymnáziu Šternberk. V roce 2001, v době menšinové vlády Miloše Zemana s podporou ODS (opoziční smlouva), vstoupil do České strany sociálně demokratické a udělal rychlou politickou i profesní kariéru. V témže roce nastoupil jako odborný asistent na Katedru společenských věd Pedagogické fakulty Univerzity Palackého v Olomouci, kde od roku 2013 působil jako docent. Na PdF UP v Olomouci působil jako proděkan pro studijní záležitosti a vedoucí Katedry společenských věd.
V březnu 2021 si po stížnostech studentů vedení Pedagogické fakulty UP nechalo předložit Staňkovy přednáškové materiály a poté s ním „po vzájemné dohodě“ přerušilo spolupráci.
Od roku 2002 byl komunálním politikem, nejprve jako člen Komise městské části Nové Sady, od roku 2010 jako olomoucký městský zastupitel, v letech 2014–2018 primátor statutárního města Olomouc, od roku 2015 člen předsednictva a Ústředního výkonného výboru České strany sociálně demokratické, od roku 2017 poslanec Parlamentu ČR (místopředseda Výboru pro vědu, vzdělání, kulturu, mládež a tělovýchovu). Díky kumulaci funkcí činil jeho plat kolem 200 000 Kč měsíčně. Od roku 2018 do července 2019 působil jako ministr kultury, přestože se během svého poslaneckého mandátu o kulturu nijak nezajímal.
Jako kulturní zájmy uvedl divadelní představení a koncerty (jeho oblíbenou skupinou je Metallica a finská zpěvačka Tarja Turunen, navštěvuje i koncerty vážné hudby). Je předsedou dozorčí rady společnosti SK Sigma Olomouc, předsedou představenstva městské akciové společnosti Správa sportovních zařízení Olomouc, angažuje se jako viceprezident Českého svazu házené a předseda Středomoravského svazu házené.
Je členem správní rady Obecně prospěšné společnosti pro památkovou ochranu Hradiska u Olomouce. Kontroverzi vyvolal svou účastí na křtu knihy bývalého předsedy KSČ Miroslava Grebeníčka Ve znamení kříže, namířené proti církvi a restitucím. Staněk měl na křtu závěrečné slovo a pronesl přípitek na úspěch knihy.
Antonín Staněk je ženatý a má syna. Žije v Olomouci, konkrétně v městské čtvrti Nové Sady.

## Politické působení
V letech 2001–2021 byl členem České strany sociálně demokratické.
V komunálních volbách v roce 2006 kandidoval za ČSSD do Zastupitelstva města Olomouce, ale neuspěl. Zastupitelem města se stal až po volbách v roce 2010 (od roku 2012 předsedal klubu městských zastupitelů ČSSD).
V komunálních volbách v roce 2014 obhájil post zastupitele města Olomouce, když vedl kandidátku ČSSD. I když ČSSD skončila na 2. místě (18,69 % hlasů, 10 mandátů), podařilo se jí domluvit koalici s ODS, KDU-ČSL a TOP 09 a Antonín Staněk byl dne 10. listopadu 2014 zvolen primátorem statutárního města Olomouce. V komunálních volbách v roce 2018 byl z 15. místa zvolen třetím náhradníkem na kandidátce ČSSD. Po rezignaci Jitky Weiermüllerové se stal v červenci 2020 opět zastupitelem města.
Dvakrát se pokoušel za ČSSD dostat do Zastupitelstva Olomouckého kraje, ale ani v roce 2008, ani v roce 2012 neuspěl. Ve volbách do Poslanecké sněmovny PČR v roce 2017 kandidoval za ČSSD na 3. místě kandidátky v Olomouckém kraji. Získal však 1 362 preferenčních hlasů, skončil první a stal se poslancem.
V únoru 2018 kandidoval na mimořádném sjezdu ČSSD v Hradci Králové na post předsedy strany. Získal však pouze 21 hlasů z celkových 530 a neuspěl. Staňkova podpora uvnitř ČSSD byla všeobecně nízká. Na sjezdech strany roku 2018 i roku 2019 se ucházel o post místopředsedy ČSSD, ale ani jednou neuspěl. Dne 18. května 2018 jej schválilo předsednictvo ČSSD jako kandidáta na post ministra kultury ČR v menšinové vládě s hnutím ANO. Dne 22. června 2018 ho Andrej Babiš coby premiér navrhl na post ministra kultury ČR v nově vznikající vládě a dne 27. června 2018 jej prezident Miloš Zeman do této vlády jmenoval.
V komunálních volbách v roce 2018 obhajoval z 15. místa kandidátky ČSSD post zastupitele města Olomouc, ale neuspěl. Dne 5. listopadu 2018 jej pak v křesle primátora města Olomouc vystřídal lídr vítězného hnutí ANO Miroslav Žbánek, když koalici vytvořily první ANO, čtvrtá ODS, pátá KDU-ČSL a šesté hnutí spOLečně.
Z Antonína Staňka se postupně stala persona non grata. Organizace ČSSD v Olomouckém kraji s ním už v roce 2021 nepočítala a nechtěla ho ani na kandidátce pro sněmovní volby v roce 2021. Přestože Staněk jako jediný poslanec za ČSSD ve sněmovně podpořil novelu hnutí SPD, která chtěla vyškrtnout z trestního zákoníku paragraf o podněcování k nenávisti a spolu s SPD útočil na veřejnoprávní média, ani SPD ho na své kandidátce nechtěla. O návratu Staňka na Pedagogickou fakultu Univerzity Palackého hovořila její děkanka vyhýbavě.
Ve volbách do Poslanecké sněmovny PČR v roce 2021 již nekandidoval.
Ve volbách do Senátu PČR v roce 2022 kandidoval jako nestraník za hnutí PŘÍSAHA v obvodu č. 64 – Bruntál, skončil na šestém místě se ziskem 4,37 % hlasů. Senátorský mandát již v prvním kole však obhájil Ladislav Václavec, který překonal potřebné 50% kvórum.
Ve volbách do Evropského parlamentu v červnu 2024 kandidoval jako člen hnutí PŘÍSAHA na 3. místě kandidátky uskupení „PŘÍSAHA a MOTORISTÉ“. Získal 2 662 preferenčních hlasů, a stal se tak druhým náhradníkem.
V krajských volbách 2024 byl lídrem kandidátky hnutí PŘÍSAHA do Zastupitelstva Olomouckého kraje, ale nebyl zvolen, protože uskupení žádný mandát v zastupitelstvu nezískalo.
Ve volbách do Poslanecké sněmovny PČR v roce 2025 je lídrem hnutí Přísaha v Olomouckém kraji.

### Poslanec Parlamentu ČR
V Poslanecké sněmovně působil Antonín Staněk jako místopředseda Výboru pro vědu, vzdělání, kulturu, mládež a tělovýchovu. Zde na sebe upozornil návrhem na udělení státní ceny komunistickému básníkovi Karlu Sýsovi, který již za normalizace obdržel titul Zasloužilý umělec od Gustáva Husáka a je znám jako zastánce vystoupení z NATO i sovětského a proruského výkladu dějin. Nevyloučil ani případné ocenění pro Jiřinu Švorcovou nebo jednoho z nejmilitantnějších dogmatiků komunistické ideologie Ivana Skálu.

### Ministr kultury
Nesouhlas s jeho jmenováním do funkce šéfa kultury vyslovily například zapsaný spolek Za krásnou Olomouc či Iniciativa Občané proti Šantovka Tower. Šantovka Tower byl projekt soukromého developera a počítal s výstavbou 80 m vysoké budovy v ochranném pásmu památkové rezervace Olomouc. Nejvyšší správní soud vydal doporučení k vydání stavební uzávěry, ale podle Davida Helcela z Iniciativy Občané proti Šantovka Tower primátor Staněk svou soustavnou nečinností vytvořil developerovi dostatečný prostor pro získání stavebního povolení. Do ministerské funkce tak přišel v okamžiku, kdy realizaci již téměř nic nestálo v cestě.
V říjnu 2018 odmítla rodina Evalda Schorma z politických důvodů osobně převzít Cenu ministerstva kultury za přínos v oblasti kinematografie a audiovize, in memoriam. Ministr Staněk následně rozhodl cenu neudělit a porota, která Evalda Schorma navrhla, se celá rozhodla rezignovat. Již předtím kvůli nesouhlasu s politikou vlády ANO a ČSSD s podporou KSČM rezignovali na funkci tři členové poroty pro Státní ceny za literaturu.
Staněk přivedl na Ministerstvo kultury jako svého náměstka bývalého náměstka hejtmana Olomouckého kraje a radního Prostějova Aloise Mačáka z ČSSD, který musel v roce 2015 odejít z vysoké politiky kvůli aféře s přijímáním finančních darů od soukromých firem.
Pracoval pro něj také bývalý náměstek olomouckého primátora pro investice Filip Žáček, který čelil podezření ze střetu zájmů, protože zároveň začal pracovat pro banku olomouckého miliardáře Pavla Hubáčka. Na ministerstvu dostal na starost projekt za půl miliardy Kč – připravovanou stavbu Středoevropského fóra (SEFO) při olomouckém Muzeu umění. Staněk stavbu SEFO zastavil a po kritice ze strany olomouckého Muzea umění nakonec odvolal jeho ředitele Michala Soukupa. Staňka jeho předchozí působení ve Svazu házené spojovalo s ing. Břetislavem Holáskem, ředitelem Vlastivědného muzea v Olomouci, které sousedilo s Muzeem umění Olomouc. Výrazný podíl na politické kariéře bývalého primátora a pozdějšího ministra kultury Antonína Staňka měl člen ČSSD a ředitel Technických služeb Olomouc Miroslav Petřík, který od dubna 2019 působil jako poradce ředitele Vlastivědného muzea se zakázkou za desítky milionů.
Ve funkci ministra Staněk rozhodl o zachování otáčivého hlediště v zahradě českokrumlovského zámku, které Staňkův předchůdce Ilja Šmíd chtěl ze zahrady přesunout jinam.
Současné železobetonové monstrum představuje v kompozici zámecké zahrady necitlivý prvek (644 míst, 650 tun), jehož masa zvlášť vynikne vedle letohrádku Bellarie.
 Již roku 2016 bylo rozhodnuto, že se má hlediště ze zámecké zahrady přesunout. Otáčivé hlediště jako naddimenzované zavrhl autor původní koncepce Joan Brehms a již léta proti němu protestovali i někteří památkáři, podle nichž by mohla točna ohrozit zápis města v seznamu UNESCO.

#### Reakce na odvolání Jiřího Fajta
Největší pobouření odborné veřejnosti vyvolal Antonín Staněk náhlým odvoláním ředitele Národní galerie Jiřího Fajta a ředitele Muzea umění Olomouc Michala Soukupa v dubnu 2019. Bývalý ministr kultury Daniel Herman (KDU-ČSL) viděl za odvoláním generálního ředitele Jiřího Fajta vliv Pražského hradu. Na sociálních sítích napsal, že prezident Miloš Zeman ho před pěti lety žádal, aby Fajta do funkce neuváděl. Upozornil, že ministr kultury Antonín Staněk (ČSSD), který Fajta odvolal, letí se Zemanem do Číny. Jiřího Fajta podpořili ředitelé předních světových muzeí a ve svém dopise premiéru Andreji Babišovi vyjádřili „údiv a hrůzu“ nad jeho vyhazovem z čela Národní galerie. Vyzdvihli Fajtovu „hlubokou znalost sbírek Národní galerie, nesmírnou vědeckou odbornost a vynikající komunikační schopnosti“, které byly pro spolupráci české instituce se světem „nepostradatelné“. Fajt byl odvolán na základě výsledků auditu, který zadal ministr Staněk, a který údajně přišel na zásadní rozpory a machinace se žádostmi o dotace NG.
V pátek 26. dubna 2019 byl zveřejněn otevřený dopis, adresovaný předsedovi vlády Andreji Babišovi a předsedovi ČSSD Janu Hamáčkovi, požadující odvolání ministra Staňka, který podepsalo přes 70 významných představitelů české kultury a řada dalších známých osobností. Za šest dní tuto petici podepsalo přes 5 000 lidí, do 7. 5. 2019 už přes 6 000 lidí, k 29. květnu 2019 bylo podepsáno 7 106 lidí ze všech oblastí kultury, včetně řady známých vysokoškolských pedagogů. Sběr podpisů neskončil ani po oznámení ministra Staňka, že rezignuje. K 8. červenci 2019 podepsalo petici 10 076 lidí.

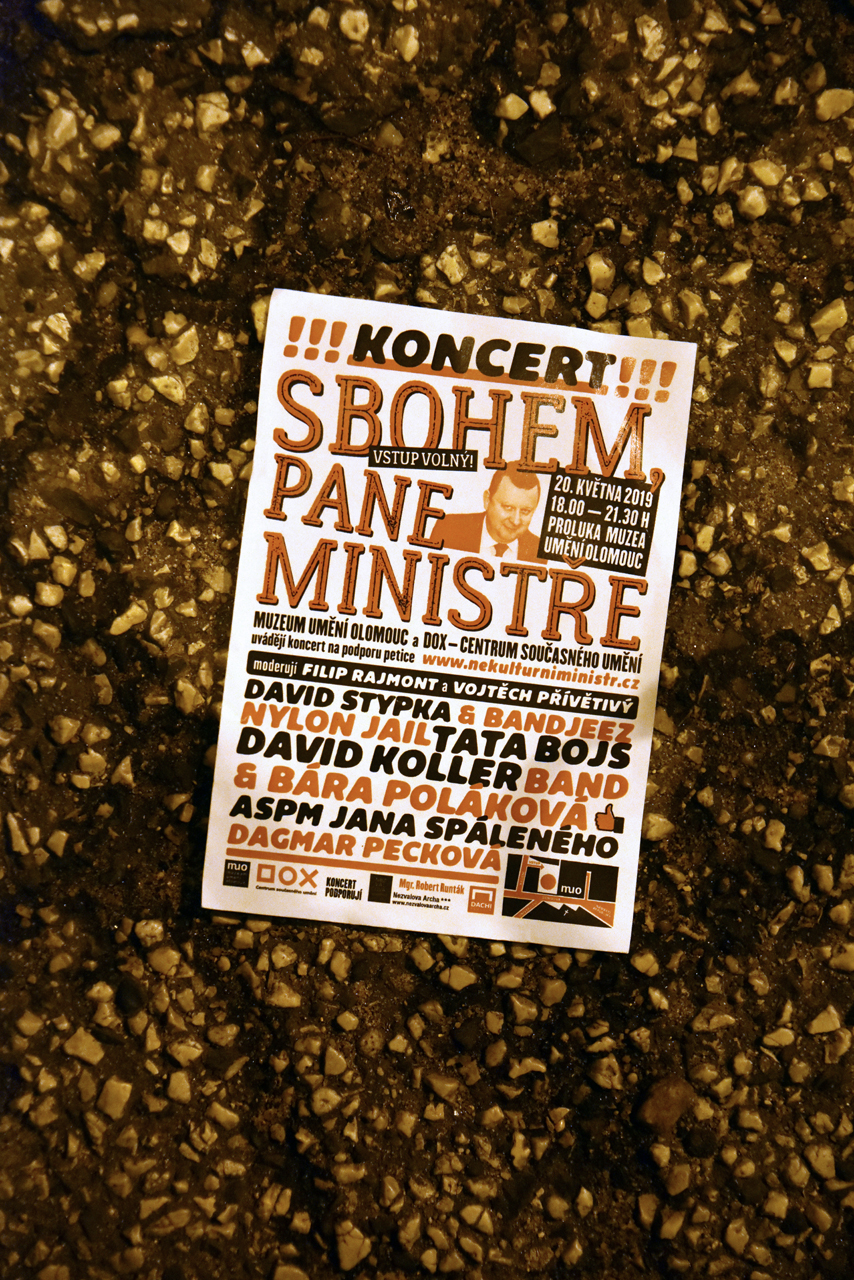
Koncert Sbohem pane ministře

Statutární místopředseda ČSSD Roman Onderka v pořadu Otázky Václava Moravce označil chování ministra Staňka za neprofesionální, chtěl požadovat vysvětlení a sám by zvažoval jeho odvolání. Předseda ČSSD Jan Hamáček se však ani po setkání s autory petice za odvolání ministra kultury Antonína Staňka nechystal navrhnout Staňkův konec ve vládě. ČSSD se obávala Staňka odvolat, protože ministr měl podporu Miloše Zemana, který mohl odmítnout jejich požadavku vyhovět.
Ministr Staněk si za odvoláním stál, zdůvodnil to opakovaným porušováním zákona ze strany Jiřího Fajta a podal na něj proto také dvě trestní oznámení. Jan Skřivánek ze serveru Artplus.cz však argumenty ministra považoval za účelové a obvinění je podle něj v rovině pomluvy, která poškozuje Národní galerii. Policie si dosud žádné podklady nevyžádala a není jasné, zda se Staňkovými podněty vůbec zabývá. Pověřený generální ředitel NGP Ivan Morávek na své první tiskové konferenci označil kauzu Jiřího Fajta za politickou.
Další petice z 27. dubna 2019, podepsaná většinou mladšími umělci a kurátory, vyjádřila zásadní nesouhlas s ministrovým postupem při odvolání generálního ředitele Národní galerie v Praze Jiřího Fajta a ředitele Muzea umění Olomouc Michala Soukupa a požadovala revizi a odbornou obhajobu daného rozhodnutí. Petice také požadovala obnovení legislativních kroků směřující ke změně statutu NGP z organizace zřizované ministerstvem, na organizaci veřejnoprávní, o jejímž chodu nemůže rozhodovat jen jedna osoba.
Další výzvu k rezignaci uviděl ministr Staněk při otevření českého pavilonu na Bienále v Benátkách. Odpor vůči němu mezi kulturní obcí trval a přítomní výtvarníci odmítli podání ruky. 20. května 2019 proběhl v Olomouci koncert hudebních hvězd s názvem Sbohem pane ministře.
Odvolání ministra Staňka požadovali také filmaři. V otevřeném dopise žádali Jana Hamáčka, aby odvolání navrhl předsedovi vlády v nejbližších dnech. Staňkovi vytkli odvolání ředitelů Národní galerie Praha (NGP) Jiřího Fajta a Muzea umění Olomouc (MUO) Michala Soukupa a napsali: „Nechceme, aby ministerstvo kultury řídil nekompetentní člověk, který svými neodbornými zásahy ohrožuje činnost státních kulturních organizací.“ Dopis podepsaly Asociace producentů v audiovizi, Asociace režisérů a scenáristů a Česká filmová a televizní akademie.
Okamžité odvolání Antonína Staňka požadoval také celostátní výbor KDU-ČSL, protože podle jeho členů není schopný resort vést a nemá důvěru pracovníků v kultuře. Není možné, aby ve své funkci pokračoval, uvedl předseda KDU-ČSL Marek Výborný. 14. května 2019 na svou funkci rezignoval ředitel Sbírky umění 19. století a klasické moderny v Národní galerii Praha Otto M. Urban. Ve svém prohlášení uvedl: „Jeho absolutní nekompetence a nepochopení situace mi nedává žádné záruky, že je schopen svůj resort řídit, a tedy zajistit jmenování nového generálního ředitele NGP.“ Urban v rezignačním dopise uvedl, že nevěří tomu, že je Staněk schopen složit skupinu odborníků, kteří by měli respekt napříč uměleckou, ale i uměleckohistorickou scénou, jak o tom ministr mluví a která mu má pomoci organizovat výběrové řízení na ředitele NGP.

#### Oznámení rezignace na ministerskou funkci
Ve středu 15. května 2019 Antonín Staněk oznámil svou chystanou rezignaci poté, co velmi rychle ztrácel podporu ve své vlastní straně, kde stále víc funkcionářů mělo pocit, že spíše škodí. Antonín Staněk byl i v ČSSD považovaný za nejslabšího z pěti ministrů, jehož působení nepřinášelo straně žádné kladné body. Podle Martina Baxy (ODS) „Antonín Staněk celým svým působením dokazoval, že české kultuře nerozumí, nemá k ní vztah a ministrem se nikdy stát neměl.“ Staněk uvedl, že rezignaci podá k 31. květnu 2019.
Podle Jana H. Vitvara z týdeníku Respekt byl Staněk nejhorším ministrem kultury v dějinách České republiky. Staněk podle něj do funkce nastoupil s nulovým přehledem, co se v české kultuře děje a během necelého roku údajně dokázal zničit pověst české kultury u české i zahraniční veřejnosti, kterou se jeho předchůdci pokoušeli zlepšit. Žádný ze svých kroků podle Vitvara neuměl důstojně obhájit a když měl cokoli vysvětlovat, motal se do vlastních lží a prý prokázal, že není obeznámen ani s výší vlastního rozpočtu ministerstva kultury. Jeden z hlavních autorů petice za Staňkovo odstoupení, ředitel Centra současného umění DOX Leoš Válka, prohlásil: „Je to vítězství sjednocené kulturní scény a ukazuje to, že normalizační způsoby jsou naštěstí v této zemi stále nepřijatelné. Myslím si, že ČSSD si tím také dost uleví. Pan Staněk se pro ni stal břemenem, které už se nedalo obhájit".
Prezident Miloš Zeman nicméně dne 28. května 2019 odmítl Staňkovu rezignaci podle čl. 73 odst. 1 Ústavy přijmout. Autoři petice Nekulturní ministr to komentovali: „Splnil roli loutky, která posloužila, roli muže na špinavou práci, který už spáchal politické harakiri, v tuto chvíli nemá co ztratit a ve svém ,boji proti elitám‘ bude se souhlasem prezidenta ještě nějaký čas vědomě škodit české kultuře.“
Premiér Andrej Babiš proto podle čl. 74 Ústavy odeslal dne 31. května 2019 na Pražský hrad vlastní návrh na odvolání ministra kultury Antonína Staňka a jeho nahrazení Michalem Šmardou z ČSSD. Učinil tak po schůzce, na které se Šmardou probral jeho priority pro vedení resortu. Po schůzce s prezidentem, který i přesto opakovaně odmítl Staňka bezodkladně odvolat a chtěl vyčkat výsledku trestních oznámení, které ministr Staněk podal, prohlásil předseda ČSSD Jan Hamáček, že Česká republika se ocitla na prahu ústavní krize. Ve hře bylo podání kompetenční žaloby na prezidenta, což ale premiér odmítal, nebo v krajním případě odchod ČSSD z druhé vlády Andreje Babiše. Jan Hamáček trval na vyřešení celé situace nejpozději 30. června.
Schůzka premiéra Andreje Babiše a vicepremiéra Jana Hamáčka s prezidentem se konala až 4. července 2019, ale nedospěla k žádnému řešení pro trvající odpor Miloše Zemana přijmout žádost o odvolání Staňka. Poslankyně ODS Miroslava Němcová uvedla, že možným důvodem, proč Zeman nechce odvolat Staňka a jmenovat novým ministrem Michala Šmardu, je aféra kolem neudělení státního vyznamenání Jiřímu Bradymu. Šmarda se tehdy do událostí vložil jako starosta Nového Města na Moravě, odkud Jiří Brady pocházel a byl jeho čestným občanem, a Zemana kritizoval. Ostatní ministři za ČSSD potvrdili, že jsou připraveni podat demisi a přejít do opozice. Trpělivost ztratili i členové předsednictva ČSSD, kteří dosud podporovali jednání. Poslanec Petr Dolínek konstatoval, že bude požadovat vyhození Staňka z jednání poslaneckého klubu ČSSD. V ČSSD také sílily hlasy, že by měl být Staněk ze strany vyloučen. Sám Staněk na situaci reagoval sérií tweetů, směřovaných především proti předsedovi své strany.
Dne 12. července 2019 se na zámku Lány odehrála schůzka prezidenta ČR Miloše Zemana, vicepremiéra a předsedy ČSSD Jana Hamáčka a právě ministra kultury ČR Antonína Staňka. Po tomto setkání oznámil Hamáček, že prezident Staňka z vlády odvolá k 31. červenci 2019. O tři dny později přijalo předsednictvo ČSSD usnesení, ve kterém konstatuje, že Antonín Staněk má být odvolán z pozice ministra kultury ČR a že plně podporuje nominaci Michala Šmardy na tuto funkci. Pokud toto nebude splněno, má vicepremiér a předseda ČSSD Jan Hamáček právo požadovat demisi všech ministrů ČSSD ve druhé vládě Andreje Babiše. Tím by byla de facto ukončena vládní spolupráce.
Další schůzka ve věci odvolání Staňka a jmenování Šmardy se uskutečnila 24. července 2019 na zámku Lány, a to mezi prezidentem Milošem Zemanem a premiérem Andrejem Babišem. Vicepremiér a předseda ČSSD Jan Hamáček předem vyloučil variantu, že by mohl být od srpna 2019 výkonem funkce ministra kultury ČR pověřen on sám (stejně jako od června do října 2018, kdy se ČSSD nepodařilo prosadit za ministra zahraničních věcí ČR Miroslava Pocheho). Na schůzce prezident potvrdil, že odvolá Staňka k 31. 7. 2019, o nominaci ČSSD na nového ministra kultury ČR však rozhodne až v polovině srpna. Premiér Babiš následně oznámil, že by od srpna 2019 mohla z pozice náměstkyně dočasně vést Ministerstvo kultury ČR Kateřina Kalistová, a to dokud se nevyřeší situace kolem jmenování nového ministra kultury ČR. Dne 29. července byl z postu ministra kultury Milošem Zemanem k 31. červenci 2019 odvolán, současně mu prezident poděkoval mj. za „odhalení zneužívání veřejných prostředků“ v resortu. Před svým odchodem z úřadu pověřil řízením ministerstva dosavadního ekonomického náměstka Reného Schreiera, což vedoucí politici vládní ČSSD a opozičních stran hodnotili jako krok mimo ústavu či dokonce protiústavní. Staňkovým nástupcem se nakonec dne 27. srpna 2019 stal Lubomír Zaorálek.

#### Po rezignaci
Ještě před odchodem z funkce vyšel Staněk vstříc developerovi Jaroslavu Třešňákovi a navzdory památkářům zrušil 31. července památkovou ochranu Hadích lázní v Teplicích. Třešňák předtím sponzoroval kampaň Miloše Zemana. Ředitel Nadačního fondu proti korupci Karel Škácha prohlásil, že „veškeré okolnosti případu jsou natolik podezřelé, že je vhodné, aby věc vyšetřila policie“, a podal na Staňka trestní oznámení.
Staněk před svým odchodem z ministerstva odvolal také předsedu devítičlenné Rady pro klasickou hudbu Mikuláše Beka a dalších šest členů (mj. ředitele České filharmonie Davida Marečka, generální manažerku orchestru Collegium 1704 Veroniku Hyksovou nebo bývalého rektora Janáčkovy akademie múzických umění Ivo Medka). Rektor Masarykovy univerzity Bek byl předtím známým kritikem Miloše Zemana. Rada kromě jiných opakovaně nedoporučila udělení grantů např. zastupiteli za Stranu Práv Občanů ZEMANOVCI v Královéhradeckém kraji Miroslavu Matějkovi, který v uplynulých třech letech žádal o dotaci pro festival České doteky hudby. Festival podle radních „nepředstavuje přínos oboru“, postrádal ucelenou dramaturgickou vizi a měl malý podíl špičkových interpretů. Rada také kritizovala Staňkův krok, kterým obešel její rozhodnutí a navýšil z prostředků ministerstva téměř dvojnásobně dotaci pro Mezinárodní hudební festival Český Krumlov. Rektor JAMU Ivo Medek prohlásil, že tak ministr znevěrohodňuje své vlastní poradní orgány. Komise konstatovala, že rozpočet krumlovského festivalu je „předimenzovaný a zcela nadhodnocený“, v programu chybí výrazné světové osobnosti i soubory a akce je zaměřena spíše na turisty.
Nově jmenovaný ministr kultury Lubomír Zaorálek měl záměr se s odvolanými členy Rady pro klasickou hudbu sejít a požádat je, aby v práci pokračovali. Zároveň zahájil přezkum Staňkova rozhodnutí o zrušení památkové ochrany Hadích lázní v Teplicích, které bylo ukončeno zrušením původního rozhodnutí a obnovením památkové ochrany, a dále zrušil výběrové řízení na obsazení místa generálního ředitele Národní galerie v Praze, do kterého se k 2. září nikdo nepřihlásil a ministr je považoval ze nedostatečné, protože nepočítalo se zahraničními uchazeči. Staňkem odvolaný šéf knihovníků Vít Richter se vrátil do funkce předsedy Ústřední knihovnické rady ČR, protože ve čtvrtek 19. září 2019 jej nanovo zvolili její členové.
Staňkovo trestní oznámení na ředitele Muzea umění Olomouc, které se týkalo výkupu pozemků pro stavbu nové budovy SEFO, policie dne 4. listopadu 2019 odložila jako nedůvodné, neboť cenu za výkup pozemků již předtím schválilo Ministerstvo financí. Za podané trestní oznámení se oběma bývalým ředitelům omluvil v září při návštěvě Olomouce ministr Zaorálek a k závěrům šetření prohlásil: „Jsem rád, že celá tato nešťastná záležitost je nyní definitivně uzavřena a vedení muzea se může opět plně soustředit na svou práci.“